# اورکا (یوتا)
اورکا (به انگلیسی: Eureka) شهری در ایالت یوتا کشور ایالات متحده آمریکا است که جمعیت آن در سرشماری سال ۲۰۱۰ میلادی، ۶۶۹ نفر بوده‌است.